# 앤드리 이궈달라
앤드리 타일러 이궈달라(영어: Andre Tyler Iguodala, 1984년 1월 28일 ~ )는 미국의 농구 선수이자 전 NBA 골든스테이트 워리어스 소속이다.  공수 양면에 강한 농구 선수로 2012년 NBA 올스타였고, 2번이나 NBA 올디펜시브 팀으로 임명되었다.  이궈달라는 2015년 워리어스와 함께 NBA 챔피언십을 우승하여 NBA 결승전의 MVP로 임명되었다.  그는 2017년과 2018년 워리어스가 두번 더 챔피언십을 우승하는 도움을 주었다.  그는 2010년 FIBA 세계 선수권 대회와 2012년 하계 올림픽 양대회에서 금메달을 획득한 미국 국가 대표팀의 일원이기도 하였다.
2004년 NBA 드래프를 선언한 후, 그는 필라델피아 세븐티식서스에 의하여 9위의 전체 선발로서 드래프트되었다.  그는 2012년 4개의 팀 이적에서 덴버 너기츠에 가입할 때 그해 여름까지 세븐티식서스를 위하여 활약하였다.  그는 2013년 골든스테이트 워리어스에 의하여 취득되었다.  2014년 ~ 15년 시즌에 그는 자신 경력에서 처음으로 후보 선수가 되었으나 결승전 시리즈의 중반에 출발 정렬로 복귀한 후 결승전 MVP 상을 사로 잡았다.

## 어린 시절과 고교 경력
일리노이주 스프링필드에서 태어났다.  그의 형 프랭크는 매툰에 있는 레이크랜드 칼리지에서 농구를 하였다.  그의 부친이 나이지리아인이면서 모친 린다 섕클린은 아프리카계 미국인이다.  성장하면서 이궈달라는 시카고 불스에 뿌리를 두었고, 자신이 큰 뜻을 품은 선수로서 마이클 조던을 인용하였다.
이궈달라는 야구 명예의 전당 헌액자 로빈 로버츠와 농구 가드 케빈 갬블을 포함한 다른 두드러진 선수들을 산출한 학교인 스프링필드의 랜피어 고등학교에서 수학하였다.  거기서 그는 학문적과 운동적으로 잘 하였으며 그는 올컨퍼런스 학문 명예들을 얻고, 몇번이나 "이번 주의 주립 저널 학생-선수"였으며 높이뛰기를 위하여 육상에서 3버의 편지들을 얻었다.  2002년 시니어로서 이궈달라는 일리노이주 고등학교 협회의 클래스 AA 주립 토너먼트에서 랜피어 농구 팀을 준우승으로 이끌었다.  그 시즌에 그는 한 경기에 23.5 포인트, 7.8 리바운드와 4.1 어시스트를 평균하였다.  그는 퍼레이드 올아메리칸과 나이키 올아메리칸의 세컨드 팀은 물론 "올해의 시카고 선타임스 선수로 임명되었다.  이궈달라는 또한 디 브라운에게 수여된 일리노이주 Mr Basketball 시상식을 위하여 결승자이기도 하였다.  그의 랜피어 저지는 현재 영구 결번되었다.
2000년의 여름 동안 이궈달라는 자신의 팀에게 17세와 이하 국내 타이틀을 주는 데 최종의 버저에서 경기를 우승하는 슛을 친 후 AAU 국내 토너먼트의 MVP로 임명되면서 코치들의 주의를 사로 잡았다.  2002년 그는 워싱턴 D. C.에서 조던 브랜드 클래식에서 활약하였다.  경기의 22분에 이궈달라는 3 대 6의 슛, 5개의 리바운드, 2개의 어시스트, 3개의 스틸과 하나의 블록에 6 포인트를 올렸다.  이궈달라는 드웨인 웨이드, 퀸틴 리처드슨과 존 샤이어 같은 다른 프로 선수들을 보인 팀 일리노이 워리어스와 래리 버틀러 아래에서 AAU 농구를 활약하였다.

## 대학 경력
이궈달라는 시초적으로 아칸소 대학교에서 활약하는 데 의지의 국내 편지를 서명하였다.  그는 캔자스 혹은 아칸소의 욕망한 2개의 학교들에 자신의 명단을 좁혔다.  이궈달라는 아칸소 캠퍼스를 방문하여 자신의 모친과 부친을 방문하는 동안 그 학교의 큰 체육관과 연습에서 다수의 팬들에 의하여 인상을 받았다.  하지만 그들의 코치 놀런 리처드슨이 그해(2002년) 해고 당한 후, 이궈달라는 대신 애리조나 대학교에서 수학하기로 결정하였다.  애리조나에서 그는 훗날의 NBA 선수들 채닝 프라이, 루크 월턴, 무스타파 샤쿠어, 살림 스투다마이어와 하산 애덤스에 가입하였다.  이궈달라를 위한 결심된 요인들 중의 하나는 고등학교에서 그와 조던 브랜드 클래식에서 함께 한 하산 애덤스의 위탁이었다.  많은 대학들은 이궈달라를 농구 선수로 전향한 육상 스타로서 여겼으나 동료 선수 루크 월턴은 "그는 그가 여기서 해낸 시간에 의하여 애리조나 대학교의 밖으로 나오는 데 최고 선수들 중의 하나가 될 것이다."고 말하였다.  그는 2002년 ~ 03년을 위하여 팩텐 전 신입생으로 임명되었다.  자신의 신입생 해에 그는 팀에 최고의 만능 선수들 중의 하나로 자신을 설립하여 겨우 모든 주요 분류에서 자신의 팀을 위하여 5위로 왔다.
2003년 ~ 04년에 2학년생으로서 이궈달라는 리바운드, 어시스트와 스틸에서 자신의 팀을 이끈 후 팀의 MVP로 임명되었다.  그는 또한 올팩텐 퍼스트 팀에 이루고, 어소시에이티드 프레스에 의하여 명예적 올아메리카로 임명되었다.  그는 그 시즌에 2개 혹은 이상의 트리플-더블을 수집하여 한 시즌에 2개 혹은 이상의 트리플-더블을 공고하는 데 팩텐 역사상 단 2명의 선수들로서 제이슨 키드에 가입하였다.  애리조나 대학교에서 자신의 경력 동안 와일드캐츠는 양 시즌에 NCAA 토너먼트로 이루었다. 그의 신입생 해에 와일드캐츠는 캔자스에 의하여 엘리트 8에서 패하였다.  그의 2학년 해에 애리조나는 세턴 홀에 의하여 첫 라운드에서 패하였다.  62개의 경기에서 자신 경력의 총 594 포인트, 409 리바운드와 95 스틸을 공고한 후, 그는 NBA 드래프트에 들어가는 데 떠났다.  애리조나 대학교에서 이궈달라는 교육학에서 주요 전공으로 계획하였다.  시즌 후, 이궈달라는 코비 브라이언트, 칼로스 부저와 제럴드 월리스 같은 NBA 올스타들을 대표해 온 랜드마크 스포츠 대리의 공동 창립자 롭 펠링카와 계약을 맺었다.

## 프로 경력

### 필라델피아 세븐티식서스 (2004년 ~ 12년)

#### 루키 시즌
이궈달라는 필라델피아 세븐티식서스에 의하여 2004년 NBA 드래프트에서 전체 9위로 선발되었다.  이궈달라는 매우 생산적인 루키 시즌으로 증명된 것에서 자극으로서 자신의 실력을 이용하였다.  이궈달라는 자신의 루키 시즌 동안 즉시 출발 정렬로 밀어지고, 82개의 정규 시즌 경기들에 5개의 플레이오프 경기들로 추가로 활약하고 시작하는 데 단 하나의 세븐티식서스 선수였으며 진행에서 앨런 아이버슨의 총애하는 목표가 되어 가끔 아이버슨으로부터 패스에 가장 흥미 있는 릴 덩크슛에 연결되었다.  이궈달라는 전직 챔피언 디트로이트 피스턴스를 상대로 그 시즌에 트리플-더블을 기록하는 데 자신이 단 하나의 루키이자 세븐티식서스 선수로서 자신의 다능을 증명하였다.  경기에서 그는 10 포인트를 득점하고, 10 리바운드를 잡고 10 어시스트를 분배하였다.  시즌 동안 그는 한 경기에 9 포인트, 5.7 리바운드, 3 어시스트, 1.7 스틸과 32.8 분을 평균하였다.  그의 노력들은 그가 올루키 퍼스트 팀으로 임명되었을 때 보답되었고 올스타 주말의 루키 도전 분배가 열리는 동안 루키 팀에 시작하였다.  그는 "올해의 NBA 루키"를 위한 투표에서 4위를 하였다.

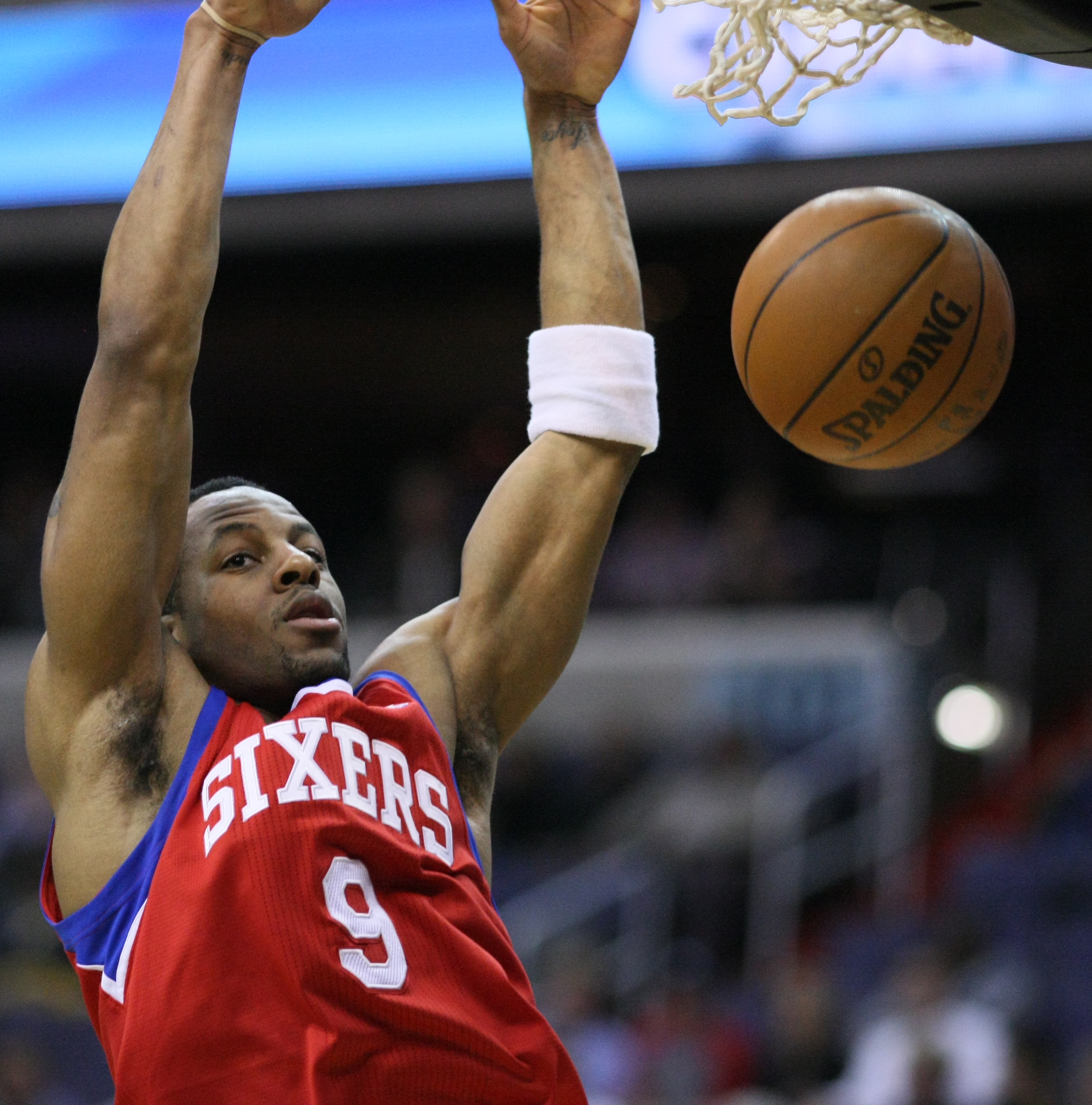
2006년 슬램덩크 경연 대회에서

#### 2년째 시즌
이제 세븐티식서스의 출발 회전에서 영구적인 정착 선수인 이궈달라는 자신의 2번째 시즌에서 전부의 82개 경기들에서 활약하고 출발하는 데 단 하나의 세븐티식서스 선수였다.  2006년 2월 17일 루키 도전에서 이궈달라는 2년째 우승에서 자신의 30 포인트 상연으로 MVP 명예들을 얻었다.  하루 후에 그는 슬램덩크 경연 대회에 참가하였다.  그의 첫 덩크슛은 단순한 풍차였으나 그의 2번째 덩크슛을 위하여 그는 백보드의 뒷쪽으로 아이버슨으로부터 패스를 받았고, 그러고나서 보드의 아래로 도약하고 다른 쪽에 배면에서 놓였으며 50 포인트의 완벽한 득점이 수여되었다.  최종적 라운드에서 그는 비하인드더백 덩크슛을 이루어 배면과 함께 따라졌다.  하지만 네이트 로빈슨이 자신의 최종적 덩크슛을 치기 전에 14개의 연속적 덩크슛 시도들을 놓치면서 상은 논쟁적인 결정에서 로빈슨에게 수여되었다.  이궈달라는 시즌에 12.3 포인트와 5.9 리바운드를 평균하였다.

#### 2006년 ~ 07년 시즌
앨런 아이버스는 덴버 너기츠로 이적되고 크리스 웨버가 면제된 후, 이궈달라는 세븐티식서스와 함께 자신의 새로운 지도력으로 익숙해지려고 하였다.  웨버의 면제의 동시에 세븐티식서스는 9 승 26 패로 갔다.  이궈달라가 이제 한 경기에 40.3 분을 평균하면서 그는 시즌 후기에 세븐티식서스를 이끌어 시즌의 나머지를 26 승 21 패로 끝내고, 동부 컨퍼런스 플레이오프들에서 8위를 쥐어잡았다.  그는 5.7 리바운드와 5.7 어시스트를 따라서 18.2 포인트의 평균들과 함께 시즌을 끝내러 갔다.  그는 르브론 제임스, 코비 브라이언트와 트레이시 맥그래디와 더불어 최소한 18 포인트, 5 리바운드와 5 어시스트에 평균하는 데 4명의 선수들 중의 하나였다.

#### 2007년 ~ 08년 시즌
이궈달라는 전복에서 리그를 이끌고 있던 포인트에까지 시즌에 느린 출발로 갔다.  그는 시즌이 계속되면서 자신의 경기에 올라가기 시작하였다.  세븐티식서스는 40 승 42 패에 시즌을 끝내며 자신들의 마지막 29개의 경기들 중 22개를 우승하고 4월 4일 애틀랜타 호크스에 승리와 함께 플레이오프들의 자리를 얻었다.  이궈달라는 82개의 경기들을 통하여 한 경기에 경력 사상 19.9 포인트, 5.4 리바운드와 4.8 어시스트를 평균하였다.  세븐티식서스는 피스턴스를 향하는 데 세워졌다.  플레이오프들에서 세븐티식서스는 2 대 1로 시리즈를 이끈 후 6번째 경기에서 피스턴스에게 첫 라운드에서 패하였다.  이궈달라는 부족한 플레이오프 시리즈를 가져 한 경기에 13 포인트를 평균하였다.  2008년 8월 12일 이궈달라는 보고적으로 세븐티식서스와 함께 6년 8천만 달러의 계약 확장으로 동의하였다.  계약은 보너스에 5백만 달러와 6번째 해를 위한 선수의 선택을 가졌다.

#### 2008년 ~ 09년 시즌
시즌의 초기에 이궈달라는 자신들의 이전의 해에 추첨 분배 선발과 함께 올스타 포워드 엘튼 브랜드를 계약하고 태디어스 영의 성공을 본 후 높은 기대와 함께 세븐티식서스 팀에 있었다.  이궈달라는 2008년 ~ 09년 시즌에 더욱 으뜸가는 선수로 개발하여 바닥의 공격적 끝에 용이한 선수로서 더욱 활동적이 되었다.  시즌으로 초기에 세븐티식서스는 총감독 모리스 칙스의 떠남으로 이끈 분투에 시달렸다.  세븐티식서스는 토니 디레오 아래 더 나은 농구를 하였다.  공동 주장이자 베테랑 포인트 가드 앤드리 밀러와 자신의 마지막 해에 이궈달라는 또다른 플레이오프 위치로 이끄는 도움을 주어 41 승 41 패의 시즌 기록과 함께 시즌을 끝내면서 동부 컨퍼런스에서 6위를 하였다.  플레이오프들에서 세븐티식서스는 3위의 올랜도 매직을 향하는 데 세워졌다.  첫 경기에서 올랜도 매직은 4번째 쿼터에서 18 포인트 선두를 가졌으나 세븐티식서스는 이궈달라에 의하여 지도된 굉장한 복귀를 이루어 결국적으로 자신들에게 우승을 주는 데 2.2 초가 남으면서 헤도 튀르코을루의 얼굴에 뒤로 물러나는 소실의 점프슛을 득점하였다.  불행하게도 세븐티식서스는 플레이오프들에서 매직에서 결국적으로 떨어져 2번째 라운드에 도달하는 데 실패하였다.  이궈달라는 82개의 정규 시즌 경기들을 통하여 한 경기에 18.8 포인트, 5.7 리바운드와 5.3 어시스트를 평균하였다.

#### 2009년 ~ 10년 시즌
시즌 전의 세븐티식서스는 포틀랜드 트레일블레이저스에 가입한 베테랑 포인트 가드 앤드리 밀러가 떠난 후 그 포지션을 차지하는 데 캘리포니아 대학교 로스앤젤레스의 밖으로 포인트 가드 주루 홀리데이를 드래프트 하였다.  세븐티식서스는 토니 디레오를 차지하는 데 총감독 에디 조던을 기용하였다.  이궈달라는 리바운드, 어시스트와 블록에서 경력 최고를 평균하였다.  그는 한 경기에 17.1 포인트, 6.5 리바운드, 5.8 어시스트와 1.7 스틸을 평균하며 시즌을 끝냈다.  하지만 세븐티식서스는 정규 시즌에서 27 패 55 승 만으로 가 큰 실망을 하고 2연속 플레이오프의 지위들 후 플레이오프들을 놓쳤다.  시즌 동안 세븐티식서스는 베식타시 JK를 위하여 해외 활약을 하기 전에 NBA에 이궈달라의 옛 친구 앨런 아이버슨을 다시 데려왔다.

#### 2010년 ~ 11년 시즌
2010년 ~ 11년 NBA 시즌으로 오면서 세븐티식서스는 자신들의 부족한 시즌으로부터 되돌아오는 데 기대되었다.  팀은 에디 조던을 해고시키고 더그 콜린스를 총감독으로 데려왔다.  세븐티식서스는 또란 어린 센터 스펜서 호스를 위하여 새뮤얼 데일럼버트를 새크라멘토 킹스로 이적시켰으며, 팀은 또한 거래에서 안드레스 노시오니를 취득하기도 하였다.  드래프트에서 2번째 전체 선발과 함께 세븐티식서스는 에반 터너를 드래프트 하면서 큰 물소동을 일으켰다.  시즌 동안 이궈달라는 아킬레스 부상에 의하여 방해되었고, 세븐티식서스가 41 승 41 패의 기록과 함께 끝내면서 한 경기에 필드골 퍼센티지, 프리스로 퍼센티지와 스틸에서 경력 최저로 이끌었다.  하지만 그는 또한 한 경기에 6.3 어시스트와 함께 어시스트에서 경력 최고 시즌을 가져 동부 컨퍼런스에서 7번째 근원과 함께 팀을 플레이오프들로 이루는 도움을 주었다.  그해 동안 이궈달라는 골든스테이트 워리어스, 로스앤젤레스 클리퍼스 혹은 로스앤젤레스 레이커스로 자신이 이적되는 다수의 이적 소문들의 주제였다.  플레이오프들에서 이궈달라는 첫 라운드에서 르브론 제임스와 드웨인 웨이드를 가드하는 지시를 가졌다.  세븐티식서스는 결국적으로 5개의 경기들에서 패하였다.  시즌을 통한 자신의 방어적 노력들로 이궈달라는 자신의 코치들과 동료들이 퍼스트 팀으로 이루는 데 그에게 압력을 가했어도 NBA 올디펜시브 팀의 세컨드 팀으로 임명되었다.  이궈달라는 2010년 ~ 11년 시즌 동안 가장 많은 트리플-더블을 위하여 르브론 제임스의 뒤로 2위였다.

#### 2011년 ~ 12년 시즌:올스타 선발
자신의 28세 생일에 이궈달라는 피스턴에 우승에서 10 포인트, 10 리바운드, 10 어시스트의 트리플-더블 노력을 기록하였다.  시즌의 후반에 그는 후보 선수로서 자신의 첫 올스타 경기로 선발되었다.  그의 득점 평균은 24명 올스타의 전부 중 가장 낮았으나 애틀랜틱 디비전을 이끌고 있던 세븐티식서스에 최고 선수로서 보답되었다.  2011년 ~ 12년 시즌의 말기에 이궈달라는 한 경기에 12.4 포인트, 6.1 리바운드, 5.5 어시스트와 1.7 스틸을 평균하였다.  시카고 불스를 상대로 첫 라운드 플레이오프 시리즈로 식서스의 6번째 경기에서 그는 경기를 우승하는 데 2.2 초가 남으면서 2개의 프리스로를 이루고 2003년 앨 프랜차이즈의 첫 플레이오프 시리즈로 향하는 데 불스를 꺾었다.  이 일은 또한 플레이오프들의 오프닝 라운드에서 8번째 근원이 첫 근원을 꺾은 데 NBA 역사상 5번째이기도 하다.

### 덴버 너기츠 (2012년 ~ 13년)

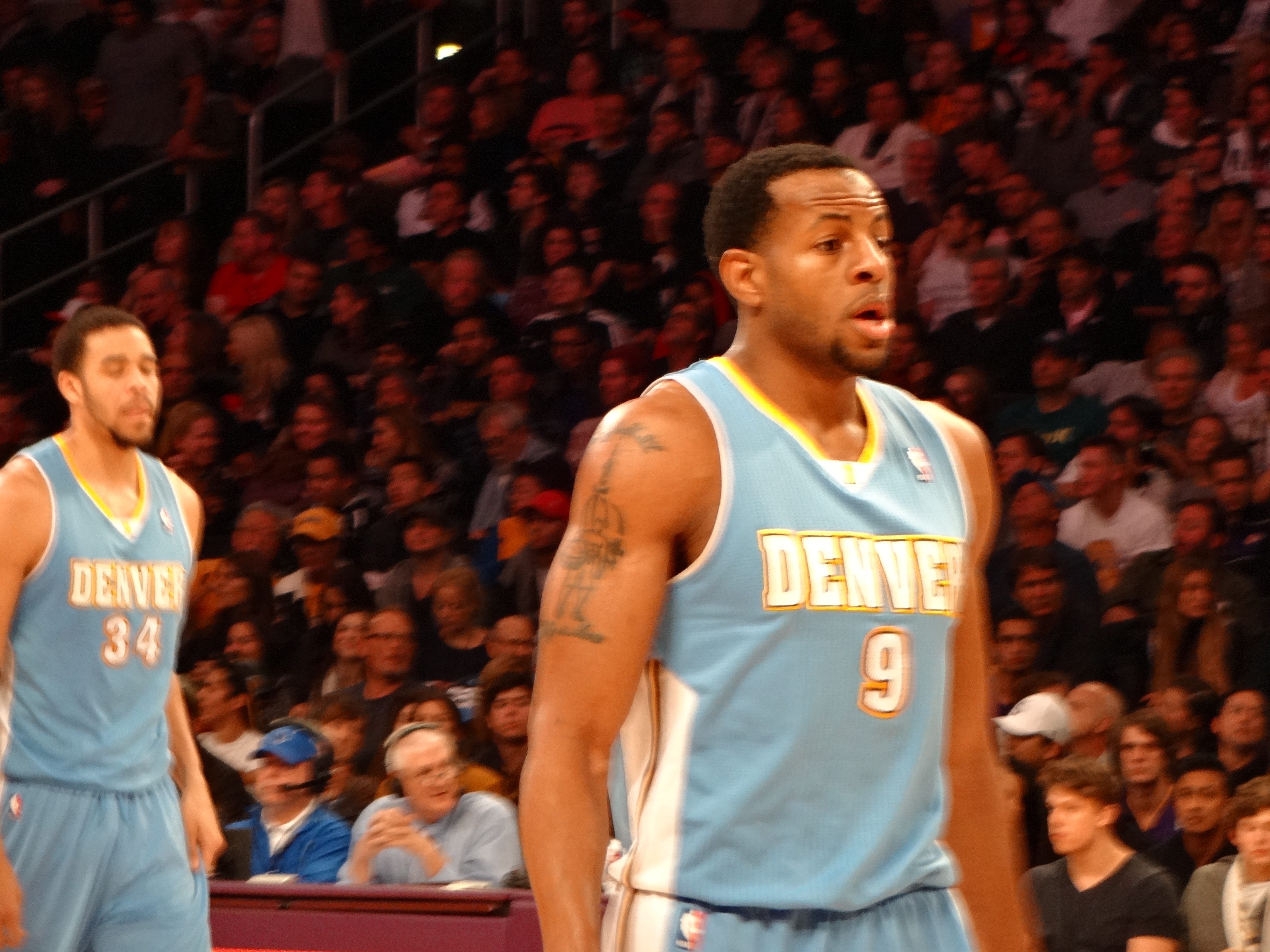
덴버 너기츠 활약 시절의 이궈달라

2012년 8월 10일 앤드리는 세븐티식서스, 레이커스와 매직에 또한 연루된 이적들의 시리즈에서 덴버 너기츠와 계약이 맺어졌다.  거래에서 연루된 다른 선수들은 올스타 앤드루 바이넘과 드와이트 하워드를 포함하였다.  너기츠에서 그의 도착은 덴버를 경쟁자로 표시하는 어떤 리그의 숙련가들로 이끌었다.  이궈달라는 자신의 전 팀을 상대로 2012년 ~ 13년 시즌의개막의 밤에 돌아왔다.  그는 84 대 75의 패배에서 11 포인트를 올리고 관중들로부터 혼합된 응답들을 받았다.  너기츠는 57 승 25 패의 프랜차이즈 기록과 함께 플레이오프들로 이루는 데 계속 가면서 팀은 15개의 연속적 우승들을 기록하였다.  하지만 그들은 이궈달라가 시리즈에서 한 경기에 18 포인트, 8 리바운드, 5.3 어시스트와 2 스틸을 평균한 좋은 시리즈를 가짐에 불구하고 골든스테이트 워리어스에 의하여 첫 라운드에서 패하였다.  이 일은 겨우 "올해의 NBA 감독" 상을 수상한 너기츠의 감독 조지 칼을 해고시키는 데 이끌었다.

### 골든스테이트 워리어스 (2013년 ~ 2019)

#### 2013년 ~ 14년 시즌
2013년 7월 5일 이궈달라는 골든스테이트 워리어스와 함께 4년, 4천 8백만 달러의 거래로 보고적으로 동의되었다.  이궈달라는 너기츠와 유타 재즈와 연루된 3개의 팀 이적의 일부로서 7월 10일 공식적으로 가입하였다.  11월 14일 이궈달라는 오클라호마시티 선더에 워리어스의 116 대 115의 우승에서 경기를 우승하는 슛을 이루었다.  클레이 톰프슨으로부터 인바운드 패스를 받은 이궈달라는 선더의 타보 세폴로샤에 가려진 점프슛을 이루었다.  이궈달라는 14 포인트와 9 어시스트와 함께 끝냈다.  11월 23일 로스앤젤레스 레이커스를 상대로 경기를 가지는 동안 이궈달라는 3번째 쿼터에서 자신의 왼쪽 햄스트링을 삐었다.  불행하게도 이궈달라는 12개의 연속적 경기들을 놓쳤다.  하지만 12월 17일 뉴올리언스 펠리컨스를 상대로 경기에서 활동으로 돌아왔다.  2014년 1월 3일 이궈달라는 호크스에 워리어스의 101 대 100의 우승에서 경기를 우승하는 3 포인트 슛을 쳤다.  우승은 워리어스의 시즌 최고의 우승 연속을 확대하였다.  워리어스로 자신의 방어적 공헌들로 인하여 이궈달라는 2014년 올NBA 디펜시브 퍼스트 팀으로 임명되었다.

#### 2014년 ~ 15년:결승전 MVP
2014년 ~ 25년 시즌으로 들어가 워리어스의 첫해 감독 스티브 커는 해리슨 반스의 호의에 이궈달라를 출발 회전에서 6번째 남자 예비 선수 지위로 옮기는 데 선출하였다.  NBA에 입문한 이래 이궈달라는 예비 선수로서 경기에 들어가지 않으면서 출발 선수로서 806개의 경기들에서 활약하였다.  2015년 3월 18일 그는 호크스에 114 대 95의 우승에서 12의 9 슛에 당시 시즌 최고의 21 포인트를 득점하였다.  워리어스는 클리블랜드 캐벌리어스의 스타 선수 르브론 제임스를 상대로 자신이 팀의 최고 방어 선수였을 때 캐벌레이서를 향한 2015년의 NBA 결승전으로 진출하였다.  시리즈에서 워리어스가 2 대 1로 내려가면서 이궈달라는 자신의 시즌의 첫 출발을 이루어 4번째 경기에서 센터 앤드루 보거트를 대체하였다.  이궈달라는 4개의 3 포인트 슛을 포함한 15의 8 슈팅에 시즌 최고의 22 포인트를 득점하였다.  워리어스는 6개의 경기들에서 캐벌리어스를 꺾고, 이궈달라는 결승전 MVP로 임명되어 정규 시즌 동안 경기를 출발하지 않으면서 상을 수상하는 데 첫 선수가 되었다.  그는 또한 결승전에서 모든 경기를 시작하는 않은 데 첫 MVP이기도 하였다.  그는 16.3 포인트, 4 어시스트와 5.8 리바운드를 평균하며 시리즈를 끝냈다.  이궈달라가 경기에 있을 때 제임스는 자신의 슛에 38.1% 만을 이루어 이궈달라 없이 44%에 비교된다.

#### 2015년 ~ 16년

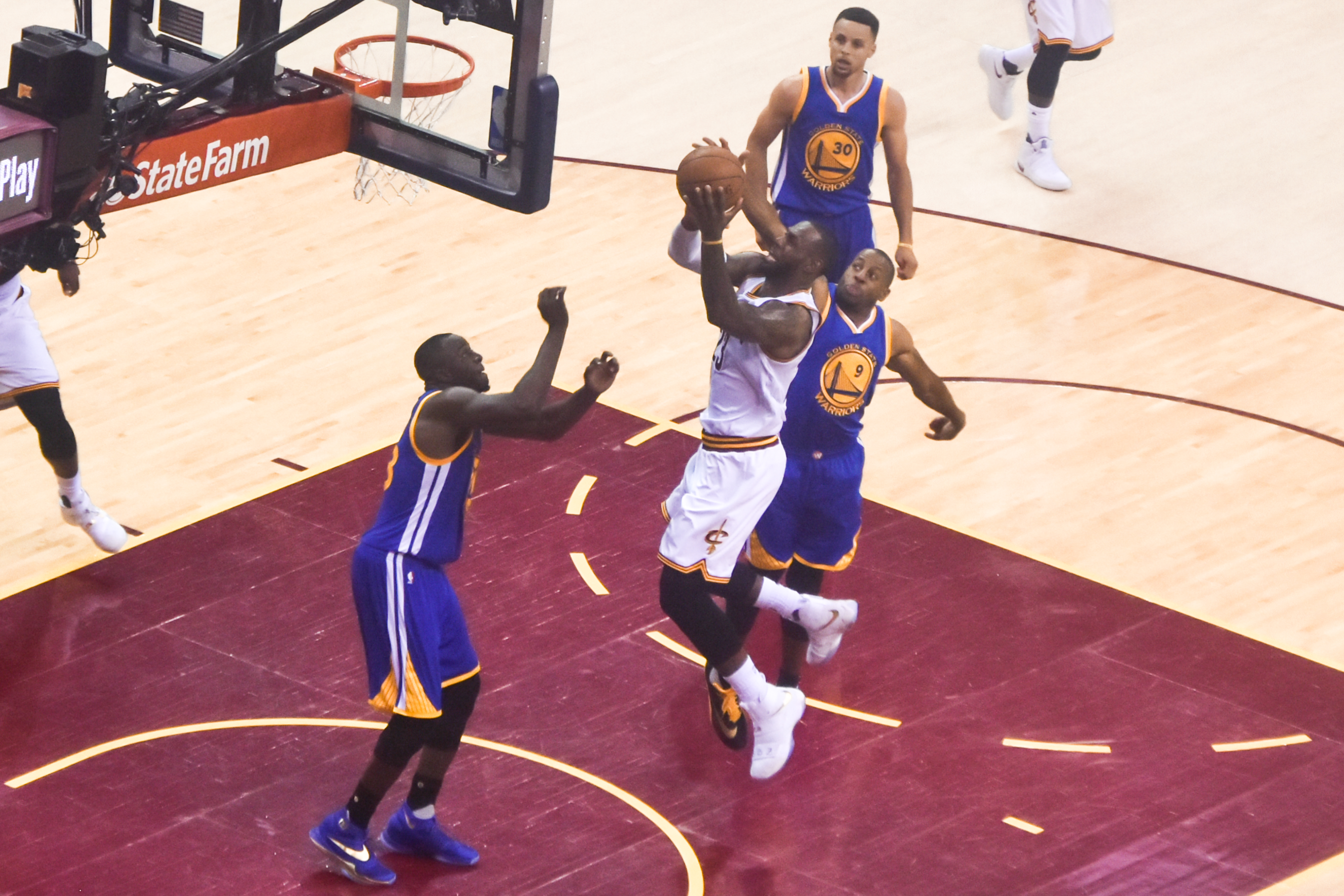
이궈달라가 르브론 제임스를 방어하는 데 시도하는 모습

2015년 11월 11일 이궈달라는 워리어스가 시즌을 9 승 0 패로 시작하는 도움을 주는 데 멤피스 그리즐리스를 상대로 시즌 최고의 20 포인트를 득점하였다.  워리어스의 NBA 기록 출발은 12월 12일 자신들이 밀워키 벅스에게 108 대 95로 패할 때 24개의 우승 후에 끝났다.  3월 초순에 겪어진 발목 부상은 이궈달라가 13개의 연속적 경기들을 놓치는 데 강요되었다.  이궈달라가 "올해의 2015년 ~ 16년 NBA 6번째 선수"를 위하여 준우승을 한 동안 워리어스는 74 승 9 패의 기록과 함께 서부 컨퍼런스에서 첫 근원으로서 정규 시즌을 끝내 1995년 ~ 96년 불스의 72 승 10 패를 능가하였다.  플레이오프들의 첫 라운드에서 워리어스는 8번째 근원 휴스턴 로키츠를 향하고 4월 24일 4번째 경기에서 이궈달라는 시즌 최고의 22 포인트를 득점하였다.  워리어스는 5개의 경기들에서 로키츠를 꺾으로 갔다.  2번째 라운드에서 이궈달라는 서부 컨퍼런스 결승전을 위하여 합격하는 데 5개의 경기들에서 트레일블레이저스를 꺾었다.  선더와 자신들의 컨퍼런스 결승전 매치업에서 이궈달라는 4 대 3의 승리를 우승하는 데 시리즈에서 3 대 1의 부족으로부터 복수하는 도움을 주었다.  시리즈의 6번째 경기에서 케빈 듀랜트와 러셀 웨스트브룩에 이궈달라의 방어는 워리어스에게 7번째 경기를 강요하는 데 요소였다.  거기에서 이궈달라는 해리슨 반스의 자리에서 출발하여 다시 한번 듀랜트에 한계를 정하였다.  워리어스는 챔피언십을 위하여 다시 클리블랜드 캐벌리어스를 상대하였다.  워리어스가 4번째 경기에 이어 시리즈에서 3 대 1로 가는 데 불구하고, 7개의 경기들에서 시리즈를 패하여 그들은 3 대 1로 지낸 후 챔피언십 시리즈를 패하는 데 NBA 역사상 첫 팀이 되었다.

#### 2016년 ~17년:2번째 NBA 챔피언십
2016년 11월 28일 이궈달라는 호크스에 105 대 100의 우승에서 12 포인트, 5개의 리바운드와 5개의 어시스트와 함께 시즌 최고의 경기를 가져 워리어스가 시즌을 16 승 2 패로 시작하는 도움을 주었다.  2017년 1월 16일 그는 클리블랜드 캐벌리어스에 126 대 91의 우승에서 시즌 최고의 14 포인트를 위하여 자신의 필드골 시도들의 5개 전부를 이루는 데 벤치로부터 나왔다.  2월 장기적 대리인 롭 펠링카는 레이커스를 위하여 새로운 총장으로 임여되었고, 이궈달라는 드마크 스포츠 대리와 남기로 결정하여 자신의 대리인으로서 공동 설립자 브랜든 로전탈이 차지하였다.  3월 6일 그는 호크스에 119 대 111의 우승에서 24 포인트와 함께 시즌 최고 신기록을 세웠다.  3월 13일 그는 3일 전 미네소타 팀버울브스에 워리어스의 패배에 이어 인터뷰에서 인종적으로 험학한 말로 1만 달러의 벌금을 물었다.  워리어스는 67 승 15 패의 기록과 함께 서부에서 첫 근원으로서 시즌을 끝냈다.  샌안토니오 스퍼스를 상대로 서부 컨퍼런스 결승전의 4번째 경기에서 129 대 115의 승리에 이어 워리어스는 자신들의 3연속 NBA 결승전에 도달하였다.  이궈달라는 그해 NBA 결승전이 열리는 동안 주요 벤치 선수였으며 르브론 제임스를 가끔 가드하고 5번째 경기에서 20 포인트를 득점하여 워리어스가 5개의 경기들에서 캐벌리어스를 꺾으면서 챔피언십을 우승하는 도움을 주었다.

#### 2017년 ~ 18년:3번째 NBA 챔피언십
이궈달라는 자유 계약 선수로서 2017년 오프 시즌에 들어가 레이커스, 스퍼스, 킹스와 로키츠를 포함한 다수의 경쟁적 팀들과 회의를 열었다.  하지만 7월 25일 이궈달라는 3년, 4천 8백만 달러의 계약에 워리어스와 재계약을 맺었다.  12월 11일 트레일블레이저스를 상대로 이궈달라는 자신의 1,000번째 정규 시즌 경기를 활약하여 그 성취를 이루는 데 NBA 역사상 126명의 선수들 중 하나가 되었다.  자신의 왼쪽 다리에 타박상을 입으면서 서부 컨퍼런스 결승전의 마지막 4개 경기와 NBA 결승전의 첫 2경기를 놓친 후, NBA 결승전의 3번째 경기에서 활약하였다.  워리어스는 캐벌리어스의 휩쓸어짐과 함께 4년의 세월에 자신들의 3번째 챔피언십을 우승하러 갔다.

## 국가대표팀 경력
이궈달라는 2002년 FIBA U-18 아메리카 선수권 대회에서 미국 대표팀 소속으로 동메달을 따기도 하였다. 2010년 터키에서 열린 FIBA 세계 선수권 대회에서 금메달을 획득한 미국 국가 대표팀의 일원이었다.  거기서 이궈달라는 패스트브레이크 덩크슛들의 단장과 함께 자신의 스포츠 정신을 발휘하였다.
그는 자신의 예외적인 방어력의 큰 이유로 2012년 런던 올림픽을 위하여 선발되기도 하였다.  그는 스페인을 상대로 107 대 100의 승리에서 미국 팀이 금메달을 획득하는 데 도움을 주었다.  마이크 시제프스키 감독은 이궈달라를 팀의 최고 선수들 중의 하나로 불렀고, 그의 경기를 스코티 피펜과 비교하였다.